# Black Sabbath (песня)
«Black Sabbath» — песня британской группы Black Sabbath, написанная участниками коллектива в 1969 году и ставшая одноимённым треком дебютного альбома, вышедшего в Великобритании на Vertigo Records в феврале 1970 года. (Компания Warner Bros. выпустила альбом в США в июне того же года). В марте 2023 года композиция возглавила список «100 величайших хеви-метал песен всех времён», составленный группой авторов американского издания Rolling Stone.

## История создания песни
Текст песни был написан Оззи Осборном под впечатлением от рассказа Гизера Батлера о том, что произошло с ним после того, как Оззи дал ему почитать книгу о чёрной магии XVI века. Батлер рассказывал, что оставил книгу на полке, прежде чем лечь в постель. Среди ночи он проснулся и увидел стоявшую перед ним фигуру в чёрном. Когда фигура исчезла, Батлер поднялся с кровати и увидел, что книги на полке нет. Непосредственное отношение к этому происшествию имеют первые строки песни: «What is this that stands before me? Figure in black which points at me…» Из этого родилась песня-история в духе ужасов: лирический герой видит страшную чёрную фигуру с огненными глазами и с криком «О, нет!» бросается в бегство. Фигура оказывается самим Сатаной, который явился на Землю, вокруг него разгорается пламя, а люди в панике разбегаются.
На концертах Оззи нередко рассказывал историю превращения группы — из Earth в Black Sabbath: ключевую роль здесь сыграли фильм «Black Sabbath» 1963 года с Борисом Карлоффом в главной роли и одноимённая песня, возникшая вскоре после того, как Тони Айомми обратил внимание коллег на очередь за билетами в кинотеатр, где шёл фильм.

### Значение
Композиция считается одной из ключевых записей, положивших начало таким жанрам, как хеви-метал и дум-метал (или дум-рок), отчасти повлиявшей и на готик-рок. Это прослеживается как в музыкальном, так и в эстетическом плане. Особую мрачность звучанию песни придали (особенно на фоне остальной музыки того времени) помимо пониженного тритона, необычная «зловещая» манера исполнения Оззи Осборна и запись (в начале песни) грозы, сопровождаемой отдалёнными, заунывными ударами колокола. Последняя сменяется мощным гитарным риффом. Партия ударных варьируется от столь же мощной во вступлении и между куплетами до приглушённой, подчёркивающей общую загадочную атмосферу — между строками куплетов. После 2-го куплета темп звучания постепенно ускоряется, громкость усиливается, после 3-го — они становятся оглушительными, здесь возникает гитарное соло. Эта заключительная часть песни по характеру звучания напоминает также прото-блэк-метал.

### Отношение к оккультизму
Песня «Black Sabbath», наряду с другим треком альбома, «N.I.B.», создала группе репутацию сатанистов, хотя сами её участники отрицали какое бы то ни было к этому отношение. В интервью журналу Guitar World (1992) Тони Айомми говорил:
Признаюсь, мы в самые ранние дни общались с главой английских дьяволопоклонников. Он приходил к нам на концерты, пытался уговорить нас выступить на их собраниях. Кое-что мы разузнали об этом — так, из естественного любопытства, — но никто из нас ни чёрной магией, ни оккультизмом всерьёз не увлекался.Оригинальный текст (англ.)Аdmittedly, we were involved with the head witch in England, in the early days of the band. He used to come to shows and try to get us to attend his meetings. We checked into some of it out of natural curiosity, but none of us were ever seriously involved with witchcraft or the occult.

## Отзывы критики
Рифф песни «Black Sabbath» занял третье место в списке 100 Killer Riffs That Shook the World журнала Kerrang!, который поместил следующий комментарий:

Трудно поверить, что три ноты способны породить целый жанр, но есть основания считать, что именно эта песня — и открывающий её рифф — как раз и есть то, откуда берёт начало heavy metal… Три эти избранные ноты есть — звучание Сатаны, выползающего из ваших динамиков, чтобы похитить вашу душу. Волнующее великолепие!Оригинальный текст (англ.)Hard to believe that three notes could launch an entire genre, but there's an argument to be made that this song - and it's opening riff - is where heavy metal began <...> Tony's choice three notes are the sound of Satan crawling out of your speakers to steal your soul. Thrilling brilliance!

## Сборники и кавер-версии
Каверы «Black Sabbath» исполняли:
- Vader
- Widespread Panic
- Rotting Christ
- Dance or Die
- Flower Travellin' Band выпустили кавер-версию песни на своём дебютном альбоме 1970 года Anywhere.
- Hanoi Rocks на демоверсии песни «Back to Mystery City», выпущенной бонус-треком для переиздания альбома Back to Mystery City.
- Candlemass
- Amber Assylum
- Jello Biafra c Ice T
- Acheron
- Mistress
- Poison Idea сыграли вступление песни как интро перед «Alan’s on Fire» на концертном альбоме 1996 года Pig’s Last Stand.
- Cryptal Darkness
- Type O Negative: существует две кавер-версии, отличающиеся текстом. В одной использован изначальный текст, в другой (from The Satanic Perspective) он переписан с точки зрения дьявола. Включены в альбомы Nativity In Black и Least Worst Of. По словам Гизера Батлера, это его любимый кавер[7].
- KYPCK
- Nürnberg (группа) [8]

Трек «Black Sabbath» вошёл в сборники We Sold Our Soul for Rock 'n' Roll и Symptom of the Universe: The Original Black Sabbath 1970—1978. Группа регулярно исполняла его на концертах. Видеоклип к песне был включён в Black Box DVD. Раннюю версию «Black Sabbath» (с самой первой демоплёнки группы: здесь присутствуют дополнительный куплет и наложенная вторая партия вокала) можно найти на компиляции Оззи Осборна The Ozzman Cometh.